# Las bañistas (Courbet)
Las bañistas es un cuadro pintado por Gustave Courbet en 1853. La obra provocó un gran escándalo en el Salón de 1853 por su carácter claramente provocador, habiendo decidido Courbet desmarcarse de la producción oficial por sus envíos, incluida esta obra. La pintura fue unánimemente atacada por la crítica, por el descuido de la escena y el carácter macizo del desnudo en oposición a los cánones oficiales. Comprado por el coleccionista y amigo de Courbet Alfred Bruyas, esta compra permitió al artista independizarse financiera y artísticamente. El cuadro forma parte de las colecciones del museo Fabre de Montpellier.

## Descripción
Mientras el cielo es apenas visible, dos mujeres se encuentran en medio de una densa vegetación boscosa: la primera, recién salida del agua, figura central y maciza, vista de espaldas, las nalgas parcialmente cubiertas con un paño blanco sostenido en una mano, parece dirigir un saludo a la segunda, a la derecha; esta esta sentada sobre su ropa, desvistiéndose — uno de sus pies está descalzo y sucio y el otro con la media bajada- o volviendo a vestirse? El primer plano de la pintura — agua, orilla, piedras, hierba mezclada con guijarros —, presenta una zona arenosa amarilla, que se desvanece en la sombra. Se observan detalles: la ropa de la mujer que está de pie cuelga de las ramas de un árbol a la izquierda; de su oreja cuelga un arete dorado y su cabello negro está recogido en un moño. El rostro de la mujer sentada parece expresar un poco de vergüenza, con sus mejillas sonrosadas, y mientras se aferra a una rama, expresa un gesto de duda.
La escena transcurre en el campo a orillas de un tranquilo riachuelo, sin duda durante el verano, hace mucho calor, y estas mujeres quieren refrescarse.
El artista ha pintado su característica firma escrita en color naranja en una pequeña roca en la parte inferior derecha, así como la fecha.

## Historia de la pintura

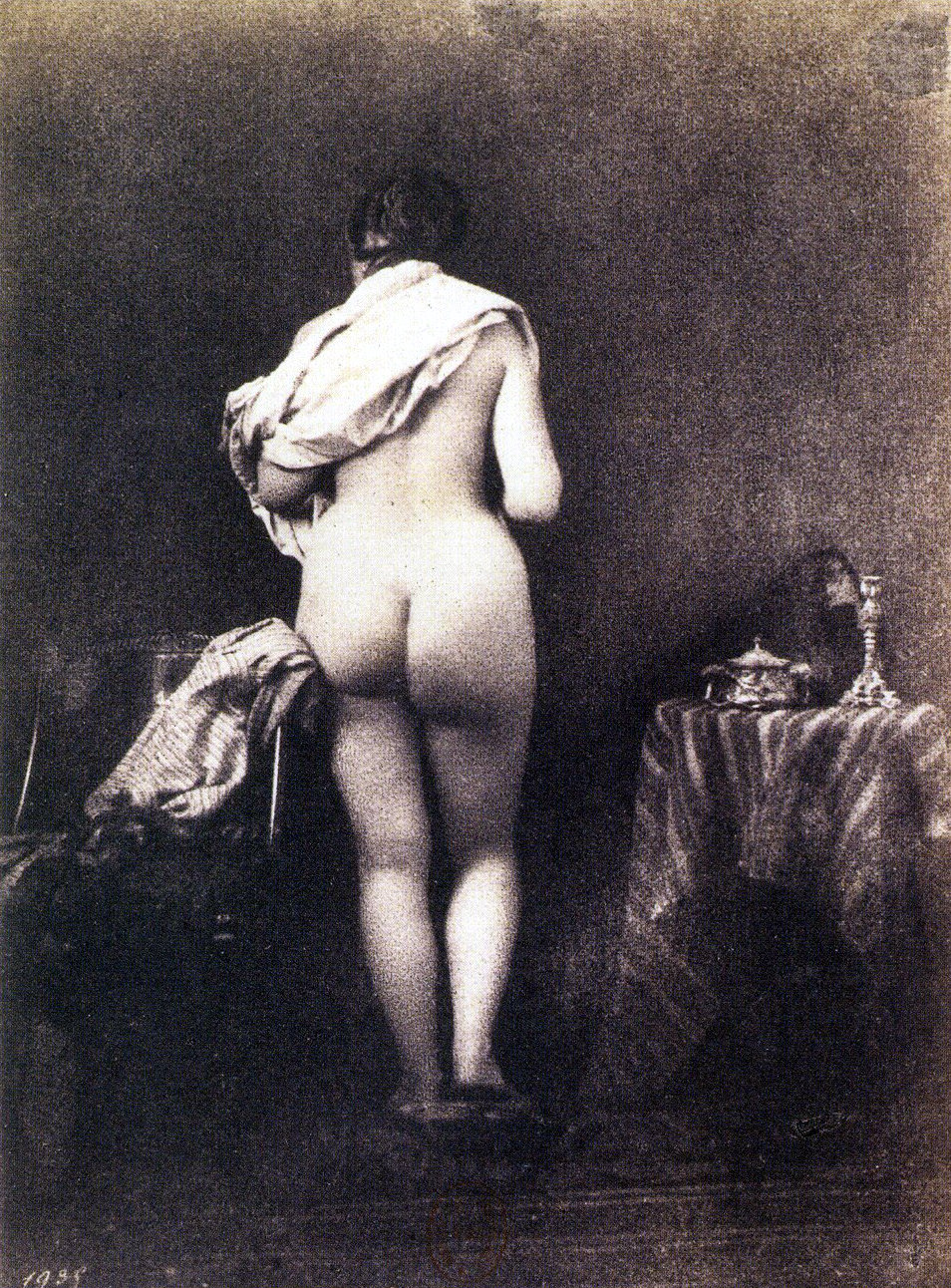
Estudio de la naturaleza, desnudo nº 1935 (1853) del fotógrafo Julien Vallou de Villeneuve, en cuya fotografía Courbet se inspiró para su modelo central.

El pintor finalmente tuvo sus primeros éxitos en Francia, llegando hasta Bélgica y Alemania. Algunos notables del nuevo régimen francés, la Segunda República, compraron sus obras. Medallista, ya no se niega a exponer en el Salón oficial de París. Desde el verano de 1852, se expuso resueltamente, aunque esta no fue la primera vez, antes mostró La bacante (1847 ?) y especialmente La rubia dormida (1849, colección privada) que tiene un pie representado de la misma manera.
El 13 de mayo de 1853, Courbet, próximo a cumplir 34 años, escribe en una carta a sus padres: « Mis cuadros han sido aceptados estos días por el jurado sin ningún tipo de objeción. Fui considerado admitido por el público y fuera de juicio. Finalmente me dejaron la responsabilidad de mis obras. Me inmiscuyo todos los días. Todo París se prepara para verlas y escuchar el ruido que harán. Para las bañistas, da un poco de miedo, aunque ya le añadí un paño a las nalgas. El paisaje de esta pintura tiene un éxito general»
Sin embargo, la obra causará escándalo en el próximo Salón que abre el 15 de mayo de 1853. Si no dice una palabra al respecto a sus padres, si quiere tranquilizarlos, recordándoles aquí su modestia, diciéndoles que los escuchó y, por lo tanto, le cubrió en parte las nalgas, también les dice, como en mayo de 1852, que tiene intención de que se hable de él: quiere aún más éxito (él “ invade » es un término de conquista territorial). Habla de los miedos entre la gente del Salón mientras dice que nadie se ha opuesto a él. ¿Qué pasó?

## Recepción crítica e impacto
El cuadro, que se exhibió muy bien colocado en una de las salas, a la altura de los ojos del público — que no fue el caso de sus Luchadores, el otro desnudo de Courbet, pendant de Las bañistas - es atacada unánimemente por la crítica, por el descuido de la escena, la robustez del desnudo en oposición a los cánones oficiales, o más bien a lo que se practicaba en aquella época: si se observa un desnudo contemporáneo, por ejemplo realizado por Ingres, la interpretación no es en absoluto la misma. Respecto a las mujeres desnudas pintadas en la línea de las corrientes neoclásica y romántica, las diferencias son grandes. El problema aquí no es tanto el desnudo en sí, como el tratamiento, el punto de vista del pintor. El crítico y poeta Théophile Gautier escribe en La Presse el 21 de julio sobre Las bañistas: «Imagínese una especie de Venus hotentote emergiendo del agua, y volviendo hacia el espectador una monstruosa grupa acolchada de hoyuelos en cuyo fondo sólo falta el macarrón de pasamanería.» Gautier convoca a Venus, figura mitológica que personifica la Belleza, en el sentido clásico, que opone aquí a África, a lo salvaje, a todo lo que no es, según él, civilización; también dice que la desnudez velada acaba revelando, y por tanto obstaculizando, más de lo que oculta. La mirada del crítico expresa claramente lo que divide la opinión, en otro lugar Gautier habla de decadencia, de fealdad. También hay aquí un problema de territorio pero a nivel visual.
Courbet rompe aquí los códigos de representación, la jerarquía de los géneros y por lo tanto ofende el buen gusto; al alejarse de los desnudos idealizados de Ingres o Louis David, adentra al espectador en la era moderna. Él elige mostrar gente sencilla, del campo, mujeres que conoce bien, las de su Franco Condado natal. Este aspecto local chocará también con la opinión pública, la de las ciudades. Sin embargo, esta no es la primera vez que los artistas representan la vida rural cotidiana pues lo mismo hicieron los hermanos Le Nain a principios del siglo XVII (sus campesinos miran al espectador, posan), como hicieron ciertos artistas del Siglo de Oro de la pintura holandesa, por no hablar de los flamencos. Lo escandaloso aquí es la irrupción de lo que la opinión pública llama "lo vulgar" en un contexto que santifica el arte, lo escandaloso aquí es el gran formato, excesivo, tradicionalmente reservado a las obras de temática religiosa, mitológica, histórica y a los grandes retratos de soberanos y príncipes. La industrialización y la creciente migración a las ciudades por ella provocada, generan una nueva población urbana que al mismo tiempo rechaza el mundo rural y lo idealiza en una especie de visión panteísta.
En una polémica carta dirigida, como por provocación, a George Sand, y publicada en L'Artiste el 2 de septiembre de 1855, el crítico Jules Champfleury, a punto de romper por primera vez con el pintor, se toma la libertad de citar al filósofo Pierre-Joseph Proudhon, quien en La Philosophie du Progress (1853) escribió: « La imagen del vicio como de la virtud está tanto en el dominio de la pintura como en la de la poesía: dependiendo de la lección que el artista quiera dar, cualquier figura, bella o fea, puede cumplir el propósito del arte. […] Que el pueblo, reconociéndose en su miseria, aprenda a sonrojarse de su cobardía y a odiar a los tiranos; que la aristocracia, expuesta en su gorda y obscena desnudez, reciba, en cada uno de sus músculos, la flagelación de su parasitismo, de su insolencia y de su corrupción. […] Y que cada generación, depositando así sobre lienzos y mármoles el secreto de su genialidad, llegue a la posteridad sin más culpa ni apología que la obra de sus artistas». Courbet y Proudhon son de la misma región de Francia, y se conocen. Pero este texto revela un malentendido del que Courbet se librará más tarde: él no quiere pasarse la vida pintando a la gente del campo ni ofendiendo a los burgueses.
El lienzo también fue caricaturizado por el dibujante Cham en Le Charivari.
Con esta provocativa pintura, a la que pronto siguieron otras obras maestras lejos de idealismos y convenciones, Courbet tomó la delantera en una corriente que pronto se conocerá como realismo y abre la puerta de la pintura a la modernidad, que saludará Charles Baudelaire.

## Origen
Comprada por la suma de 3000 francos oro por el coleccionista Alfred Bruyas, con quien Courbet entablaría amistad y en quien encontraría un mecenas, esta compra permitió al artista afirmar su independencia financiera y artística.
La pintura forma parte de las colecciones del Museo Fabre de Montpellier desde 1868.

## Radiografía

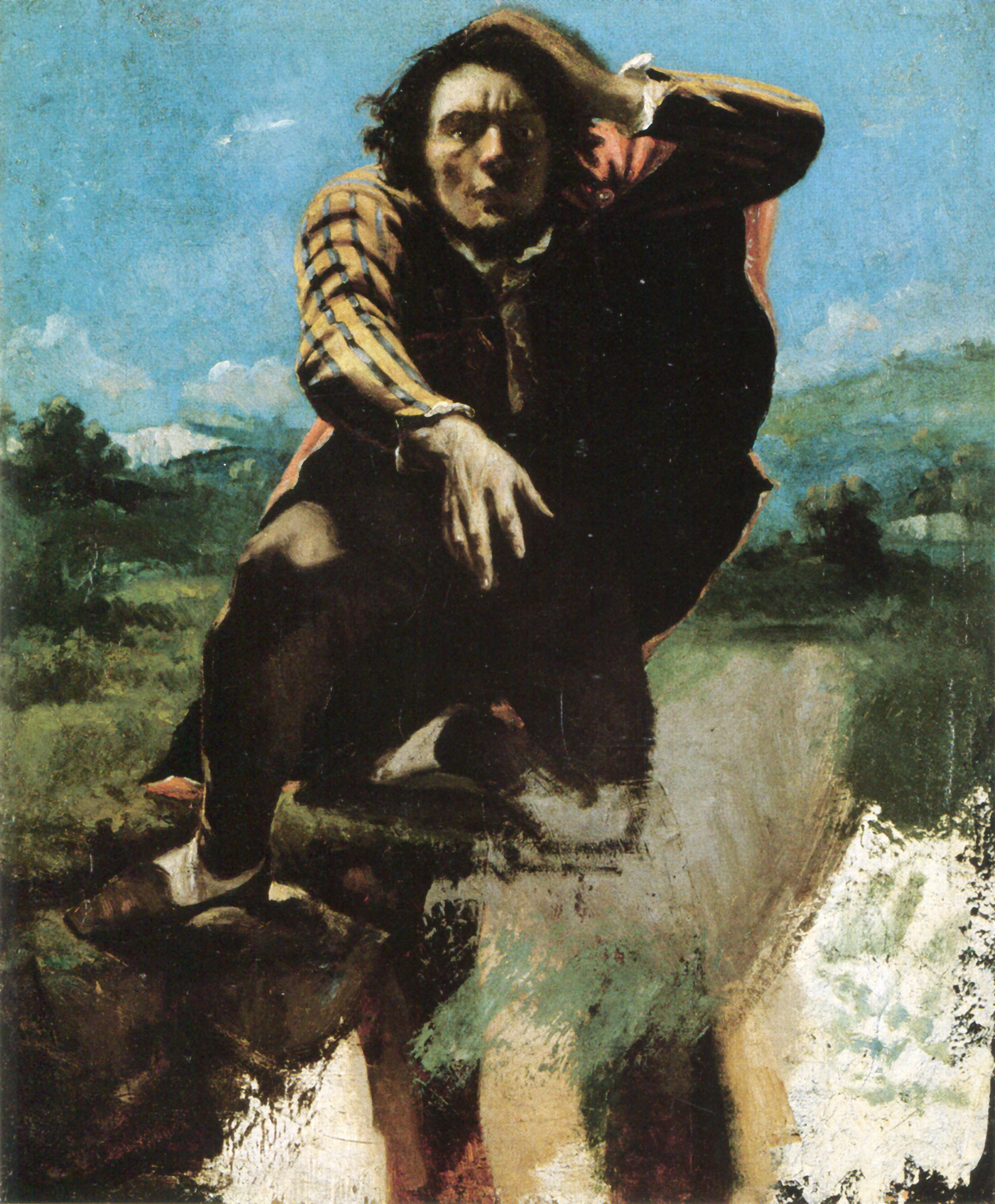
El hombre enloquecido por el miedo, boceto inacabado y sin firmar, hacia 1843-1846, Galería Nacional, Oslo.

El C2RMF mediante rayos X de este lienzo reveló dos composiciones anteriores. Courbet, por lo tanto, reutilizó el lienzo, lo que no es raro en él. La composición más antigua muestra a una mujer desnuda vista de frente hacia la que se desplaza una figura desde la derecha, sin duda un Perseo liberando a Andrómeda que Courbet había copiado en el museo. Esta escena fue cubierta por una obra particularmente lograda, con en la parte superior un hombre a tamaño natural, vestido con un traje a rayas contemporáneo, el rostro como alucinado y la mano en el cabello, arrojándose a un precipicio donde la muerte personificada le espera abajo en la forma de un esqueleto velado. De esta obra se conserva un boceto (véase al lado), en el que el pintor ya estaba trabajando en abril de 1845 y que finalmente abandonará en enero de 1846. Siete años después, recuperó el lienzo para componer Las bañistas.